# Transubstans Records
Transubstans Records ist ein 2004 gegründetes schwedisches Musiklabel aus Skivarp, einer Ortschaft in der Gemeinde Skurup. Das Label ist insbesondere auf Psychedelic Rock, Krautrock und Stoner Rock spezialisiert.

## Veröffentlichungen (Auswahl)
- 2005: Drahk Von Trip – Hearts & Consequences
- 2007: Graveyard – Graveyard
- 2009: The Graviators – The Graviators
- 2010: Stonewall Noise Orchestra – Sweet Mississippi Deal
- 2012: DarXtar – Aged to Perfection
- 2012: Vespero / Zone Six – The Split Thing (Split)
- 2015: Serpent – Nekromant